# Marie Birkl
Marie Henriette Birkl (ur. 1 lutego 1971 w Mariefred) – szwedzka snowboardzistka, brązowa medalistka mistrzostw świata.

## Kariera
W zawodach Pucharu Świata zadebiutowała 23 listopada 1996 roku w Zell am See, wygrywając rywalizację w snowcrossie. Tym samym już w swoim debiucie nie tylko wywalczyła pierwsze pucharowe punkty, ale od razu sięgnęła po zwycięstwo. W zawodach tych wyprzedziła Francuzkę Karine Ruby i Lynn Ott z USA. Łącznie pięć razy stawała na podium zawodów PŚ, odnosząc przy tym jeszcze jedno zwycięstwo: 18 stycznia 1997 roku w Kreischbergu triumfowała w slalomie równoległym (PSL). Najlepsze wyniki osiągnęła w sezonie 1997/1998, kiedy to zajęła piąte miejsce w klasyfikacji generalnej, była również piąta w klasyfikacjach slalomu i snowcrossu.
Jej największym sukcesem jest brązowy medal w slalomie równoległym wywalczony na mistrzostwach świata w San Candido w 1997 roku. Uległa tam jedynie Włoszce Dagmar Mair unter der Eggen i Karine Ruby. Był to jej jedyny medal wywalczony na międzynarodowej imprezie tej rangi. Na tych samych mistrzostwach była też szósta w snowcrossie i dwudziesta w gigancie. Brała również udział w igrzyskach olimpijskich w Nagano w 1998 roku, gdzie zajęła 10. miejsce w gigancie.
W 1998 r. zakończyła karierę.

## Osiągnięcia

### Igrzyska olimpijskie
| Miejsce | Dzień    | Rok  | Miejscowość | Konkurencja | Zwyciężczyni |
| ------- | -------- | ---- | ----------- | ----------- | ------------ |
| 10.     | 9 lutego | 1998 | Nagano      | Gigant      | Karine Ruby  |

### Mistrzostwa świata
| Miejsce | Dzień       | Rok  | Miejscowość | Konkurencja       | Zwyciężczyni                |
| ------- | ----------- | ---- | ----------- | ----------------- | --------------------------- |
| 20.     | 21 stycznia | 1997 | San Candido | Gigant            | Sondra van Ert              |
| 3.      | 25 stycznia | 1997 | San Candido | Slalom równoległy | Dagmar Mair unter der Eggen |
| 6.      | 26 stycznia | 1997 | San Candido | Snowboardcross    | Karine Ruby                 |

### Puchar Świata

#### Miejsca w klasyfikacji generalnej
- sezon 1996/1997: 14
- sezon 1997/1998: 5.

#### Miejsca na podium
1. Zell am See – 23 listopada 1996 (snowcross) - 1. miejsce
2. Lenggries – 12 stycznia 1997 (slalom) - 3. miejsce
3. Kreischberg – 18 stycznia 1997 (slalom równoległy) - 1. miejsce
4. Sestriere – 5 grudnia 1997 (slalom równoległy) - 3. miejsce
5. Lienz – 14 stycznia 1998 (slalom równoległy) - 2. miejsce